# Piestopleura milnei
Piestopleura milnei är en stekelart som beskrevs av Peter Neerup Buhl 1997. Piestopleura milnei ingår i släktet Piestopleura och familjen gallmyggesteklar. Inga underarter finns listade i Catalogue of Life.